# Auenheim, Bas-Rhin
Auenheim là một xã trong tỉnh Bas-Rhin, thuộc vùng Grand Est của nước Pháp, có dân số là 731 người (thời điểm 1999). Trong Auenheim vẫn còn nhiều di tích của tuyến phòng thủ Maginot.

## Thông tin nhân khẩu
| 1962 | 1968 | 1975 | 1982 | 1990 | 1999 |
| ---- | ---- | ---- | ---- | ---- | ---- |
| 543  | 566  | 602  | 598  | 616  | 731  |

## Nhân vật nổi tiếng
- Henri Loux, họa sĩ